# Nationaal park Laiwangi Wanggameti
Nationaal park Laiwangi Wanggameti is een park in Indonesië. Het ligt op het eiland Soemba in de provincie West-Nusa Tenggara.